# Grup de la dongchuanita
El grup de la dongchuanita és un grup de minerals de la classe dels fosfats de fórmula general: A₄ VIBIVB₂(T1O₄)₂(T2O₄)₂Y₂. Aquest grup va ser establert en el mes de juliol de 2023, i està format per quatre espècies: dongchuanita, cuprodongchuanita, zheshengita i cuprozheshengita. Totes aquestes espècies cristal·litzen en el sistema triclínic.
| Espècie           | Fórmula                    |
| ----------------- | -------------------------- |
| Cuprodongchuanita | Pb₄CuZn₂(PO₄)₄(OH)₂        |
| Cuprozheshengita  | Pb₄CuZn₂(AsO₄)₂(PO₄)₂(OH)₂ |
| Dongchuanita      | Pb₄ZnZn₂(PO₄)₄(OH)₂        |
| Zheshengita       | Pb₄ZnZn₂(AsO₄)₂(PO₄)₂(OH)₂ |